# Космос-2436
Космос-2436 је један од преко 2400 совјетских вјештачких сателита лансираних у оквиру програма Космос.
Космос-2436 је лансиран са космодрома Тјуратам, Бајконур, Казахстан, 25. децембра 2007. Ракета-носач Протон-М је поставила сателит у орбиту око планете Земље. 